# Mahavoky Nord
Mahavoky Nord is een plaats en gemeente in Madagaskar gelegen in het district Mananjary van de regio Vatovavy-Fitovinany. Er woonden bij de volkstelling in 2001 ongeveer 6000 mensen.
In de plaats is basisonderwijs beschikbaar. 99% van de bevolking is landbouwer. Het belangrijkste gewas is rijst, maar er wordt ook bananen, koffie, suikerriet en cassave verbouwd. 1% van de bevolking is werkzaam in de dienstensector.